# Astragalus catabostrychos
Astragalus catabostrychos es una especie de planta del género Astragalus, de la familia de las leguminosas, orden Fabales.
Fue descrita científicamente por Kress-Deml & D. Podl.